# M36ジャクソン
M36 GMC（M36 ガン・モーター・キャリッジ）は、第二次世界大戦中に生産・使用されたアメリカ陸軍の対戦車自走砲（駆逐戦車）。ジャクソンという愛称で知られるが、この名称はアメリカ陸軍では使用されておらず、戦後に創作されたものである。

## 概要
戦車駆逐大隊が運用する自走砲として、M7 3インチ砲搭載のM10 GMCおよびM1 76mm砲搭載のM18 GMCは、それなりの活躍を見せたものの、パンターやティーガーといったドイツ軍中戦車・重戦車を正面から撃破するには力不足であった。また、それ以前からより強力な対戦車向け火砲の駆逐戦車への搭載が検討されており、M1 90mm高射砲を原型としたT7戦車砲が開発された。

## 開発
T7（後にM3）はT1E1重戦車やM10の試作型に搭載するなどの実験が行われた。90mm砲の威力は十分であったが、前方に向けて絞り込まれた形状のM10の砲塔ではスペースが足りないため、より大型の砲塔が必要であることがわかった。
1942年12月、即用弾薬庫とカウンターウェイトを兼ねる鋳造製の後方張り出し部を付けた新型砲塔を、M10A1に載せたT71とM10に載せたT71E1の2つの試作車が完成している。前者が90mm砲搭載自走砲M36として採用された。
M36はM10系からの改造や新規生産で、各型合計2,324両が生産された。

## 武装

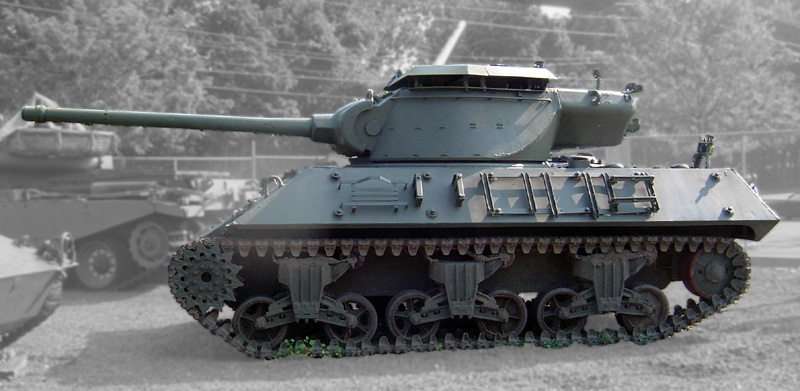

M36の主砲である90mm T7戦車砲は、ドイツ軍の8.8 cm FlaK 18/36/37高射砲やティーガーIの主砲に匹敵する威力を持っている。この砲は後に、砲口にシングルバッフル型のマズルブレーキが追加された。
戦後、フランス軍の装備車両のようにダブルバッフル型のマズルブレーキに変更したものや、土浦の陸上自衛隊の保有車両のように主砲にエバキュエーターが増設されたM3A1に変更され、車体前方機銃が追加された物もある。これは、朝鮮戦争に投入された車両にも現れているため、日本の赤羽にあったデポで改造された仕様ではないかと言われている。

## バリエーション
M36
M10A1から改造された、T71の量産型。最初にGMフィッシャー工場で生産途中のM10A1から300両からの改造車が、1944年7月までに工場から送り出された。その後は既に生産されデポに保管されているM10A1からの改造となったが、フィッシャー工場が多忙なためマッセイ・ハリス社が同年末までに500両の砲塔換装を行っている。ノルマンディー上陸作戦以降も更なる増産が要求されたため、新たにアメリカン・ロコモーティブ社により同年10月から年末までに413両の改造が行われている。
90mm砲は榴弾の威力も大きいため、戦車のように歩兵の直接火力支援にも多用された。しかし、M10同様に砲塔上部が開放されており、防御力が劣っていたため、現地改造で開放部前半をカバーする装甲を取り付けた例もある。これは後に正式な改修キットが作られたが、大戦中にはほとんど間に合っていない。
M36B1
生産数が1700両であるM10A1からの改造だけでは需要を満たしきれないため、M4A3戦車の車体にM36の砲塔を載せたもの。M4A3の車体そのままなので車高は上がったが、前方機銃もそのままで装甲は駆逐戦車用車体よりも厚い。M4A3も製造していたGMフィッシャー工場で、1944年10月から同年末までに187両が生産された。
M36B2
T71E1の量産型。試作車に付いていた対空機銃のリングマウントは廃止され、他の量産型同様のシンプルな砲塔後部の銃架に載せられている。1944年いっぱいで生産が終了していたM36であったが、バルジの戦いでの苦戦などから強力な90mm砲を持つM36の需要が増大、更なる増産が求められ、カナダのモントリオルロコモーティブ社で200両が改造されたが、しかし改造ベースであったM10A1のストックが尽きてしまった。
そこでディーゼルエンジン搭載型であるM10をベースにしたT72E1がM36B2として制式となり、アメリカン・ロコモーティブ社で672両、モントリオール・ロコモーティブ社で52両の改造が行われた。しかし1945年5月からの生産であったためヨーロッパでの実戦には間に合わず、また太平洋方面には配備されず、戦後は多くが同盟国に供与されている。砲塔上部開放部をカバーする装甲キットや、主砲のマズルブレーキは当初から標準的に導入されている。また足周りの基部にスペーサーをかませて履帯を車体から離し、履帯両側に不整地での接地圧を下げるための「ダックビル」を装着したE9仕様も、インドシナに派遣されたフランス軍装備車などに多く見られる。

## 第二次大戦後の実戦参加
M36系列は大戦後、西側同盟国やユーゴスラビア連邦に供与された。
朝鮮戦争では日本を経由して投入され、その後韓国陸軍にも供与された。朝鮮戦争に投入されたM36には、M4中戦車のように車体前方機銃が増設された物も確認でき、陸上自衛隊土浦駐屯地に展示されている車輌もこのタイプである。
また、フランス軍もM36B2を受領、インドシナでの戦争で使用した。パキスタン軍にはM36B2が供与され、印パ戦争に用いられた。
ずっと後のユーゴの各共和国による連邦離脱を巡る内戦では、連邦とクロアチア双方でM36B1とB2が、T-55やM-84に混じって実戦で使用された。これらはエンジンをT-55用のディーゼルエンジンに換装していたという。
また、王政時代のイラン軍もM36B1およびM36B2を配備しており、イラン・イラク戦争で使用した。これらの一部はイラク軍によって鹵獲されており、イラク戦争ではイラク軍が装備していたM36B1やM36B2がM47パットンと共に発見された。

## 日本での運用
試験評価用としてM36B2が1両のみ陸上自衛隊に供与されている。本車の90mm砲はSTA（61式戦車）の開発に大きく貢献し、STAの防盾部は本車に類似している。現在はその車両は陸上自衛隊土浦駐屯地に展示されている。

## 登場作品

### ゲーム
『R.U.S.E.』
アメリカの駆逐戦車として登場。
『War Thunder』
アメリカ駆逐戦車M36 GMCとして開発可能。またイタリアツリーにM36B1が登場。2022年6月のアップデートで日本ツリーには陸上自衛隊が評価試験用で購入したM36B2が追加され、War ThunderのM36全型を通して車体前方機銃を装備したのは日本ツリーの本車とM36B1だけとなっている。他にも中国ツリーにもM36がいる。
『World of Tanks』
アメリカ駆逐戦車M36 Jacksonとして開発可能。
『トータル・タンク・シミュレーター』
アメリカの海賊戦車M36として登場。